# Manuel Sanroma
Manuel Sanroma Valencia (nascido em 9 de maio de 1977 em Almagro e falecido em 19 de junho  de  1999 em Sant Pere de Ribes) foi um ciclista profissional espanhol.

## Biografia
Começou a sua carreira em junho de 1998 na formação Estepona. Nesse ano conseguiu três etapas da Volta à Venezuela.
Em 1999 apanha a equipa Fuenlabrada. Maior só de 21 anos, chegou a bater Mario Cipollini, então o melhor sprinter do mundo, durante uma chegada ao sprint da Volta à Comunidade Valenciana. Conseguiu igualmente sucessos na Volta às Astúrias e a Volta ao Alentejo.
Desde então considerado como uma grande esperança do sprint mundial, se apresenta em vencedor potencial nas primeiras etapas da Volta à Catalunha. Mas durante a segunda etapa, cai a 1,3 km da chegada, chocando  violentamente o solo com a face. Vítima de uma hemorragia, encontra a morte durante a sua transferência ao hospital.
No ano de 1999, a única outra vitória da equipa Fuenlabrada foi aquela de Saúl Morales na Volta à Venezuela. Saúl Morais encontrou infelizmente também a morte um ano mais tarde, em 2000, atropelado por um camião pouco depois de uma etapa da Volta à Argentina.
Desde 2006, o Memorial Manual Sanroma é organizado n sua cidade natal em sua honra.

## Palmarés
- 1993
  -  Campeão da Espanha em estrada cadetes
- 1998
  - 2. ª etapa da Volta ao Alentejo
  - 1.ª, 5.ª e 6. ª etapas da Volta à Venezuela
- 1999
  - 1.ª etapa da Volta à Comunidade Valenciana
  - 1.ª, 2.ª, 3.ª e 6. ª etapas da Volta ao Alentejo
  - 2.ª e 3.ª etapas da Volta às Astúrias